# Ben 10: Omniverse (videojuego)
Ben 10: Omniverse es un videojuego de acción basado en la serie animada americana del mismo nombre. El juego fue distribuido por D3 Publisher en Norteamérica y Namco Bandai Games en Europa y Australia. Fue lanzado en noviembre de 2012 para PlayStation 3, Xbox 360, Nintendo DS, Nintendo 3DS, Wii y Wii U.
El juego fue aclamado por sus gráficos, pero fue criticado por su carencia de dificultad y cambios en la jugabilidad. También está disponible como descarga digital en la Nintendo eShop de la Wii U, la PlayStation Store de PS3 y Xbox Live Arcade de Xbox 360 en Norteamérica y Europa desde el 11 de diciembre de 2012. Una secuela titulada Ben 10: Omniverse 2, fue lanzada en noviembre de 2013.

## Jugabilidad
Ben 10: Omniverse es un juego multijugador que tiene similitudes con Ben 10: Protector of Earth y Ben 10: Alien Force. El primer jugador asume el papel de Ben Tennyson que alterna entre sus versiones de niño y adolescente, mientras que el segundo jugador asume el papel de Rook Blonko, el compañero de Ben. Los jugadores que jueguen como Ben podrán acceder a 13 de sus formas alienígenas, pero solo podrán transformarse en 4 de ellas, mientras que los jugadores que jueguen como Rook estarán equipados con una Proto-Tool, la cual se transformará en diferentes armas que podrán usarse en combate. Deberán resolver una variedad de puzles y vencer oleadas de enemigos con sus respectivas habilidades para avanzar por los niveles. Los jugadores también pueden interactuar con ciertos ítems, los cuales pueden ser abiertos o empujados.
Los jugadores poseen una barra de salud que consiste de una línea amarilla que se agotará cuando sean atacados por los enemigos o entren en contacto con otros tipos de peligros, un medidor de Omnitrix/Proto-Tool que indica su respectivo poder restante que, en caso de agotarse, hará que el jugador sea incapaz de transformarse o usar un arma hasta que se recargue, y una barra de experiencia que consiste de una barra roja que indica la experiencia total que el jugador puede usar para mejorar los alienígenas de Ben y las variedades de la Proto-Tool de Rook, desbloqueando nuevos combos especiales.[4] Se podrán restaurar recolectando orbes especiales conocidos como «pick-ups» que se obtienen de los enemigos vencidos, rompiendo objetos o accediendo a las áreas secretas.[4] Los jugadores también pueden guardar su progreso interactuando con los puntos de guardado en el nivel.[4] En el modo cooperativo, si un jugador muere o está demasiado lejos del otro jugador por mucho tiempo, volverá a aparecer después de unos segundos.
Durante las peleas de jefe regresan los minijuegos de Ben 10: Protector of Earth, donde los jugadores deberán pulsar una secuencia de botones cuando el jefe se encuentre debilitado, pero si fallan, el jefe reaccionará al ataque y el jugador deberá volver a intentar. En la sección de extras del juego los jugadores pueden usar trucos para desbloquear nuevas funciones al combinar una secuencia específica de cinco alienígenas y personajes.

## Trama
Cuando un cambio en el Omnitrix de Ben adolescente sale mal, su nuevo compañero Rook es enviado al pasado, encontrándose con Ben cuando tenía once años. El joven Ben y Rook se enfrentan al villano Malware que absorbe el Proto-Tool de Rook para obtener habilidades nuevas más poderosas, llevando a una temible línea temporal alternativa.
Tanto el Ben joven como el Ben adolescente deberán trabajar juntos con su nuevo compañero Rook para resolver el crimen, arreglar el pasado y presente y vencer a las malvadas intenciones de Malware de destruir el mundo.

## Secuela
Omniverse tuvo un segundo videojuego, Ben 10: Omniverse 2, el cual fue desarrollado por High Voltage Software para la Wii U, Wii, PlayStation 3 y Xbox 360, y por 1st Playable Productions para la Nintendo 3DS. Este juego toma lugar durante los eventos de Frogs of War, donde Ben debe luchar contra Incursions para volver a la Tierra y detener al emperador Milleous, Attea, Dr Psychobos y Way Bads.